# Притолока
При́толока (при́толок, притолка, брус) — верхняя горизонтальная перемычка в оконном или дверном проёме, а также стоячий боковой брус дверного проёма. В деревянных зданиях щель между коробкой и стеной могла быть прикрыта наличником.
Для обозначения дверной притолоки также используется термин липень.
Воротная притолока — верхний брус, или перекладина, что лежит на вереях. У старообрядцев долго сохранялся обычай прибивать к притолоке медный крест.

## Этимология
Слово образовано от основы тло суффиксально-префиксальным способом, к которой восходит и существительное потолок. Первоначально имело форму притолка, однако впоследствии было преобразовано в притолока под влиянием существительного потолок. Дословное значение слова — «находящийся рядом с потолком, при потолке».
Согласно В. Далю, притолока является производным от притолкать, притолкнуть что, придвинуть толчком, припихнуть, присунуть.